# Norveški muzej kulturne zgodovine
Norveški muzej kulturne zgodovine (Norsk Folkemuseum) v mestu Bygdøy v Oslu na Norveškem je muzej kulturne zgodovine z obsežnimi zbirkami artefaktov iz vseh družbenih skupin in vseh regij države. Vključuje tudi velik muzej na prostem z več kot 150 stavbami, preseljenimi iz mest in podeželskih okrožij.
Norveški muzej kulturne zgodovine je na polotoku Bygdøy v bližini več drugih muzejev, vključno Muzej vikinških ladij, Muzej Fram, Muzej Kon-Tiki in Norveški pomorski muzej.

## Zgodovina
Norveški muzej kulturne zgodovine je leta 1894 ustanovil knjižničar in zgodovinar Hans Aall (1869–1946). Osrednje območje svoje sedanje lastnine je pridobil leta 1898. Potem ko so zgradili začasne razstavne stavbe in ponovno postavili številne podeželske stavbe, je muzej leta 1901 lahko odprl svoja vrata za javnost. Leta 1907 so zbirke kralja Oscarja II. na sosednji lokaciji, vključili v muzej. Njegovih pet prestavljenih stavb, z leseno cerkvijo iz Gola v središču, je priznan kot prvi muzej na prostem na svetu, ustanovljen leta 1881.
Hans Aall je bil direktor do svoje smrti leta 1946. Pod njegovim vodstvom je muzej občutno povečal svojo površino, osebje, zbirke, stavbe in število obiskovalcev. Reidar Kjellberg (1904–1978) je postal direktor muzeja leta 1947 in ostal direktor muzeja do svoje upokojitve leta 1974. Od leta 1990 do leta 2000 je bil direktor Erik Rudeng. Direktorica od leta 2020 je Nina Refseth.
Med pomembnejšimi stavbami muzeja je lesena cerkev iz Gola iz 13. stoletja, ki je bila leta 1907 vključena v muzel. Cerkev iz Gola je ena od petih srednjeveških stavb v muzeju, ki vključuje tudi kmečko hišo Rauland iz 14. stoletja (Raulandstua) in stanovanjsko stavbo iz leta 1865, prestavljeno iz 15 Wessels gate v Oslu. Sedem od devetih stanovanj prikazuje tipično notranjost iz različnih obdobij 19. in 20. stoletja, vključno s stanovanjem, v katerem živi priseljenska družina iz Pakistana, kot je bilo opremljeno leta 2002. Leta 1951 so bile zbirke Sami v Etnografskem muzeju Univerze v Oslu prenesene v Norsk Folkemuseum.
Muzej ima tudi obsežen fotografski arhiv, ki vključuje pomemben del uglednega fotografa Andersa Beera Wilseja (1865–1949). Leta 2004 je bila uprava sosednjega kraljevega posestva Bygdøy prenesena na muzej. Ves čas obstoja so se raziskave osredotočale na stavbe in pohištvo, oblačila in tekstil, tehnično in socialno kulturo, kmetijstvo, delovni spomin in kulturo Samijev.

## Galerija
- Hiše iz brun na kmetiji iz Østerdala
- Zgodovinske stavbe iz Hovina in Gransherada v Telemarku
- Hiše delavskega razreda iz nekdanjega naselja Enerhaugen v Oslu
- Bencinska črpalka Standard Oil iz leta 1928, preseljena iz Holmestranda
- Vikarij iz Leikangerja
- Mlin za žigosanje iz Stordala
- Tipična hiša iz 19. stoletja iz Lista
- Trgovina z alkoholnimi pijačami Samlaget iz Holmestranda (1904)
- Pakistanska hiša iz leta 2002 v stanovanjski stavbi iz leta 1865
- Mansarda iz Telemarka, zgrajena ca. 1750–60
- Ulica v delu "starega mesta" Norsk Folkemuseuma